# Strajnița, Kărdjali
Strajnița (în bulgară Стражница) este un sat în comuna Cernoocene, regiunea Kărdjali,  Bulgaria. 

## Demografie
Componența etnică a satului Strajnița
     Turci (85,98%)
     Nicio identificare (14,01%)
     Altele (0%)
La recensământul din 2011, populația satului Strajnița era de 157 locuitori. Din punct de vedere etnic, majoritatea locuitorilor (85,98%) erau turci. Pentru 14,01% din locuitori nu este cunoscută apartenența etnică.